# Malitbog (Bukidnon)
Malitbog è una municipalità di quarta classe delle Filippine, situata nella Provincia di Bukidnon, nella Regione del Mindanao Settentrionale.
Malitbog è formata da 11 baranggay:
- Kalingking
- Kiabo
- Mindagat
- Omagling
- Patpat
- Poblacion
- Sampiano
- San Luis
- Santa Ines
- Silo-o
- Sumalsag